# Close Combat
Close Combat ist eine Echtzeit-Strategiespielserie, die ursprünglich von Atomic Games für Microsoft entwickelt wurde. In den Close-Combat-Videospielen übernimmt der Spieler die Kontrolle über eine kleine militärische Einheit (Kompanie oder kleiner) und führt diese durch Kämpfe in unterschiedlichen historischen Schlachten des Zweiten Weltkriegs. Die Serie konzentriert sich auf taktische Gefechte, die in einer 2D-Engine dargestellt werden und mit einem besonderen Augenmerk auf Realismus entwickelt wurden.

## Spielprinzip
Die Close Combat Spiele brachten im Vergleich zu früheren Titeln einige Neuerungen, die Close Combat realistischer als die meisten Echtzeit-Strategie Computerspiele zu ihrer Zeit machten:
- Psychischer Zustand: Close Combat verwendet ein psychologisches Modell für jeden einzelnen Soldaten. So wirken sich etwa die Nähe von Offizieren, Unterstützung durch anderen Einheiten, unter Beschuss geraten, Verwundete oder Verluste und keine Befehle zu haben auf die Moral aus. Truppen können dabei in Panik geraten oder selbstständig in Deckung gehen. Die Verwendung eines psychologischen Modells machen in anderen Spielen übliche Taktiken unmöglich. Angriffe auf übermächtige Gegner können verweigert werden und Einheiten fliehen in kritischen Situationen vom Schlachtfeld.
- Erfahrung: Unerfahrene Einheiten bewegen sich langsamer, haben eine niedrigere Feuerrate und geraten eher in Panik. Dadurch haben sie im Gegensatz zu vielen ähnlichen Spielen gegen Veteranen kaum eine Chance länger standzuhalten.
- Munition: Das Spiel modelliert den Munitionsvorrat jeder Einheit. Soldaten ohne Munition können zum Nahkampf übergehen oder ergeben sich. Im Gegensatz dazu ist üblicherweise die Munition in Echtzeit-Strategie-Computerspielen unbegrenzt.
- Erbeutete Waffen: Soldaten können Waffen und Munition von gefallenen Kameraden oder Feinden nutzen. Der Munitionstyp muss allerdings passend sein.
- Physischer Zustand: Soldaten können gesund, verletzt, kampfunfähig oder tot sein. Jeder Zustand hat Auswirkungen auf die Kampffähigkeiten und Reaktionen des Soldaten. Im Gegensatz dazu bleibt in den meisten Echtzeit-Strategie Computerspiele die volle Kampfkraft bis zum Tod erhalten.
- Ausdauer: In Close Combat können Soldaten ausgeruht, außer Atem oder sogar dauerhaft erschöpft sein. Dadurch verlangsamt sich die Bewegung eine Zeit lang oder für den Rest der Schlacht.

### Taktische Elemente
Die oben genannten Faktoren bedeuteten, dass das Spiel eine realistische militärische Taktik erfordert. Truppen müssen sorgfältig positioniert werden und Deckung, Hinterhalt, Ausnutzung des Geländes oder der Einsatz von Rauchgranaten sind notwendige taktische Elemente. Um erfolgreich zu sein, müssen die Spieler ihre Einheiten in der Nähe der zugehörigen Offiziere halten, Feuerdisziplin einhalten und unerfahrene Rekruten vorsichtig einsetzen.
Close Combat erfordert den Einsatz gemischter Verbände. Ein Infanterieangriff benötigt Unterstützung von Maschinengewehren, Panzern und Mörsern, um feindliches Feuer zu unterdrücken. Gepanzerte Einheiten sollten bei einem Vorstoß in unübersichtliches Gelände von Infanterieeinheiten begleitet werden. Obwohl sie überlegene Feuerkraft besitzen, sind Panzer anfällig für Hinterhalte durch Panzerabwehrwaffen. Vor allem im Straßenkampf sind Panzer anfällig für Treffer von hinten oder der Seite. Panzer sind auch anfällig für Feuer von verborgenen Panzerabwehrkanonen oder Jagdpanzern, die getarnt auf eine gute Gelegenheit warten können.

### Mehrspielermodus
Alle Close Combat Spiele bieten die Möglichkeiten gegen einen menschlichen Spieler anzutreten. Close Combat: Modern Tactics kann auch 3-gegen-3 und Close Combat: Marines 4-gegen-4 gespielt werden.

## Entwicklung
Close Combat wurde ursprünglich als Computerspielversion des Avalon Hill Brettspiels Advanced Squad Leader (ASL) entwickelt. Atomic Games hatte davor bereits mehrere Spiele für Avalon Hill, wie Operation Crusader und Stalingrad entwickelt. Nachdem Avalon Hill allerdings in finanzielle Schwierigkeiten geraten war, wurde die Entwicklung letztlich für Microsoft fertig gestellt. Die Originalserie besteht aus fünf Spielen. Die ersten drei Spiele dieser Serie waren bemerkenswert, da es einige der wenigen Spielen waren, die von Microsoft zu dieser Zeit direkt veröffentlicht wurden. Die letzten beiden Spiele der Originalserie wurden jedoch von Strategic Simulations, Inc (SSI) veröffentlicht.
Close Combat I und II wurden für Microsoft Windows und Apple Mac OS veröffentlicht. Spätere Versionen wurden nur für Microsoft Windows veröffentlicht. Im Jahr 2005 wurde Atomic Games von Destineer gekauft. Destineer lizenzierte das Spiel an Matrix Games, das zuerst CSO Simtek und später Strategie 3 Taktik engagierte, um weitere Titel und Remakes der Originalserie zu entwickeln. 2010 fusionierte Matrix Games mit Slitherine. Slitherine setzt die Entwicklung der Serie bis heute fort.
Die fünf originalen Close Combat Spiele sind taktische Kriegsspiele in Echtzeit, mit Top-Down-Perspektive und Zwei-Spieler-Fähigkeit. Jedes spielt auf einem anderen der europäischen Schlachtfelder des Zweiten Weltkrieges. Die Spieler übernehmen die Führung einer Mischung aus Infanterie und gepanzerten Einheiten, in späteren Spielen wurden auch Artillerie, Mörser und Luftunterstützung umgesetzt. Obwohl eine strikte Top-down-Perspektive verwendet wird, modellieren spätere Spiele der Serie die Geländehöhe und beinhalten Gebäude mit mehreren Etagen. Insgesamt legt die Serie großen Wert auf Realismus und modelliert den emotionalen oder physischen Zustand von Soldaten und Ausrüstung. Der primäre Berater für das Moralmodell war Dr. Steven Silver, ein Spezialist für kriegsbedingte Traumata.
The Bloody First ist der erste Titel der Reihe mit 3D-Grafik, die die bisherige ausschließlich zweidimensionale Ansicht von oben ersetzt.

### Übersicht der Spiele
| Jahr        | Spiel                                | Plattform                    | Anmerkungen |
| ----------- | ------------------------------------ | ---------------------------- | --- |
| 1996        | Close Combat                         | Windows, Mac OS              | Erstes Spiel der Serie. Spielt in der Operation Cobra                                                                                     |
| 1997        | Close Combat II: A Bridge Too Far    | Windows, Mac OS              | Spielt in der Operation Market Garden |
| 1998        | Close Combat III: The Russian Front  | Windows                      | Spielt an der Ostfront (1941–1945) |
| 1999        | Close Combat Trilogy                 | Windows, Mac OS              | Kompilation der ersten drei Teile der Serie                                                                                               |
| 1999        | Close Combat IV: Battle of the Bulge | Windows                      | Spielt in der Ardennenoffensive |
| 2000        | Close Combat V: Invasion Normandy    | Windows                      | Spielt in der Operation Overlord |
| 2004        | Close Combat: Marines                | Windows                      | Erstes Close Combat Spiel in der Gegenwart. Spezialversion nur für das USMC                                                               |
| 2004        | The Road to Baghdad                  | Windows                      | Erstes kommerzielles Close Combat Spiel, das in der Gegenwart spielt.                                                                     |
| 2005        | Close Combat: First to Fight         | Xbox, Windows, Mac OS X, Wii | Erstes und bisher einziges Spiel der Serie, das als Ego-Shooter umgesetzt wurde.                                                          |
| eingestellt | Close Combat: Red Phoenix            | Windows, Xbox                | Basierend auf dem Buch Red Phoenix von Larry Bond. Veröffentlichung geplant für Q4 2005. Entwicklung eingestellt                          |
| 2006        | Close Combat: RAF Regiment           | Windows                      | Spezialversion nur für die Royal Air Force                                                                                                |
| 2007        | Close Combat: Cross of Iron          | Windows                      | Remake von The Russian Front |
| 2007        | Close Combat: Modern Tactics         | Windows                      | Remake von Marines und bisher der letzte kommerzielle Teil, der in der Gegenwart spielt.                                                  |
| 2008        | Close Combat: Wacht am Rhein         | Windows                      | Remake von Battle of the Bulge |
| 2009        | Close Combat: The Longest Day        | Windows                      | Remake von Invasion Normandy |
| 2010        | Close Combat: Last Stand Arnhem      | Windows                      | Erster eigenständiger Teil von Matrix Games. Spielt in der Operation Market Garden                                                        |
| 2012        | Close Combat: Panthers in the Fog    | Windows                      | Erster Teil durch Slitherine entwickelt und erstmals mit 32-bit Grafik. Spielt in der Operation Lüttich                                   |
| 2014        | Close Combat: Gateway to Caen        | Windows                      | Erster Teil der auf Steam veröffentlicht wurde. Spielt in der Schlacht um Caen                                                            |
| 2019        | Close Combat: The Bloody First       | Windows                      | Erster Teil, der eine 3D-Engine und erweiterte KI-Funktionen verwendet. Spielt in Tunesienfeldzug, Operation Husky und Operation Overlord |

### Mods
Bereits für das Originalspiel wurden Werkzeuge zur Erstellung von Mods zur Verfügung gestellt. Im Allgemeinen können die Mods Waffentypen, Fahrzeuge, Soldaten, Gelände und Munition sowie andere Attribute ändern. Dadurch können Mods die Spielmechanik ändern oder auch neue Szenarien bzw. Karten dem Spiel hinzufügen.

### Remakes
Vier der fünf Originalspiele (A Bridge Too Far, The Russian Front, The Battle of the Bulge und Invasion Normandy) wurden mit neuen Einheiten und Karten, aktualisierten Grafiken (Karten und Sprites) und Sounds, aktualisiertem Karteneditor neu aufgelegt. Dabei wurden auch Kompatibilitätsprobleme mit modernen Betriebssystemen beseitigt. Jedes Remake, mit Ausnahme von Last Stand Arnhem, enthält auch die ursprüngliche Version des Spiels.

## Rezeption
Forbes empfahl die Close-Combat-Reihe 2019 in einer Aufstellung von fünf klassischen Kriegsspielen für den PC. Darin wird A Bridge to Far als der beste Eintrag der Serie bewertet.